# Tanikolagrez
Tanikolagrez (Tanycolagreus topwilsoni) – drapieżny dinozaur z grupy celurozaurów (Coelurosauria); jego nazwa znaczy "myśliwy o długich kończynach" (w jęz. greckim: tany - długi, kolon - kończyna, agreus - myśliwy).
Żył w okresie późnej jury (ok. 155-150 mln lat temu) na terenach Ameryki Północnej. Długość ciała ok. 3,3-4 m, wysokość ok. 1,2 m, masa ok. 30 kg. Jego szczątki znaleziono w USA (w stanie Wyoming).
Został opisany na podstawie ficznych fragmentów szkieletu.

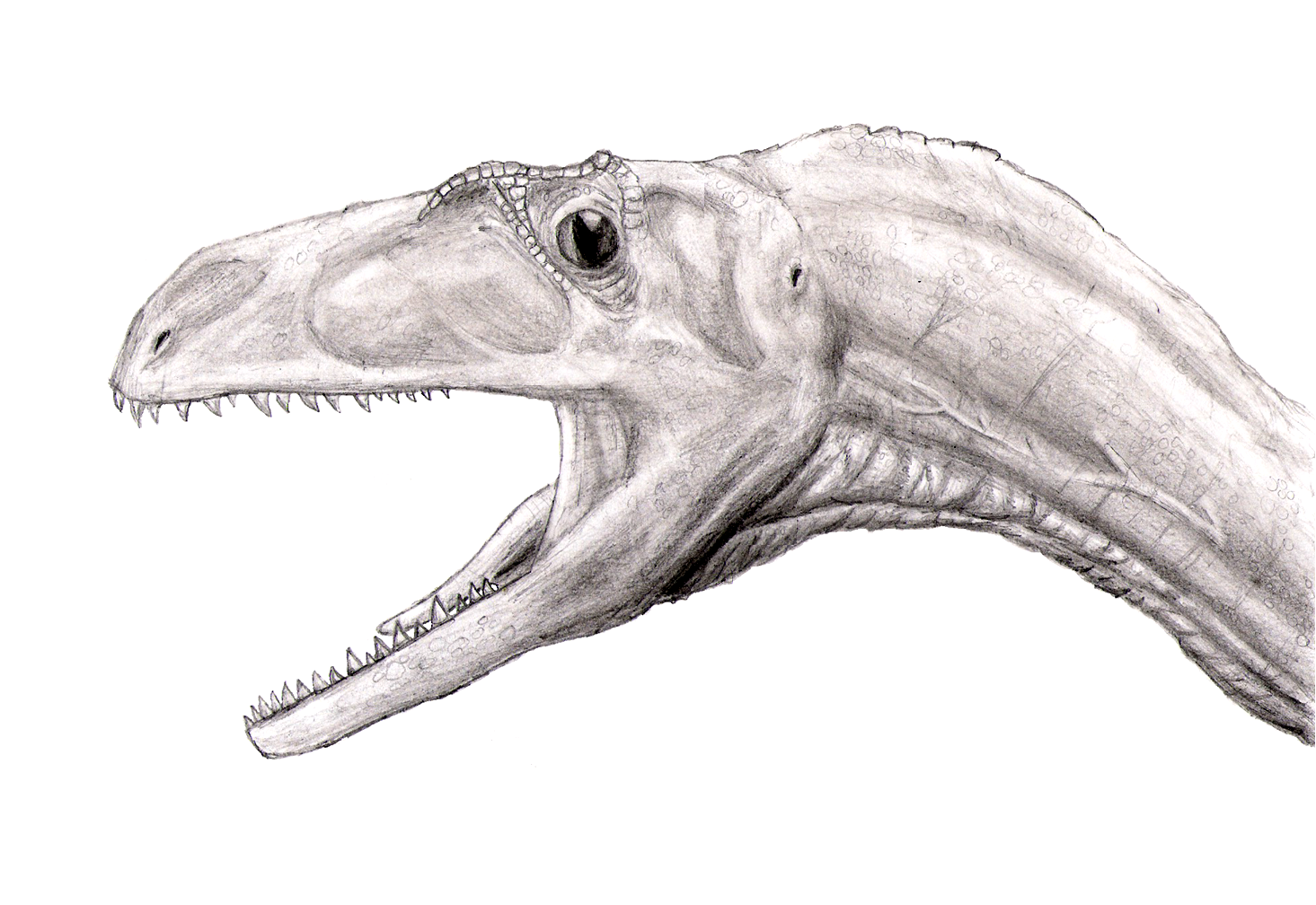
widok z profilu

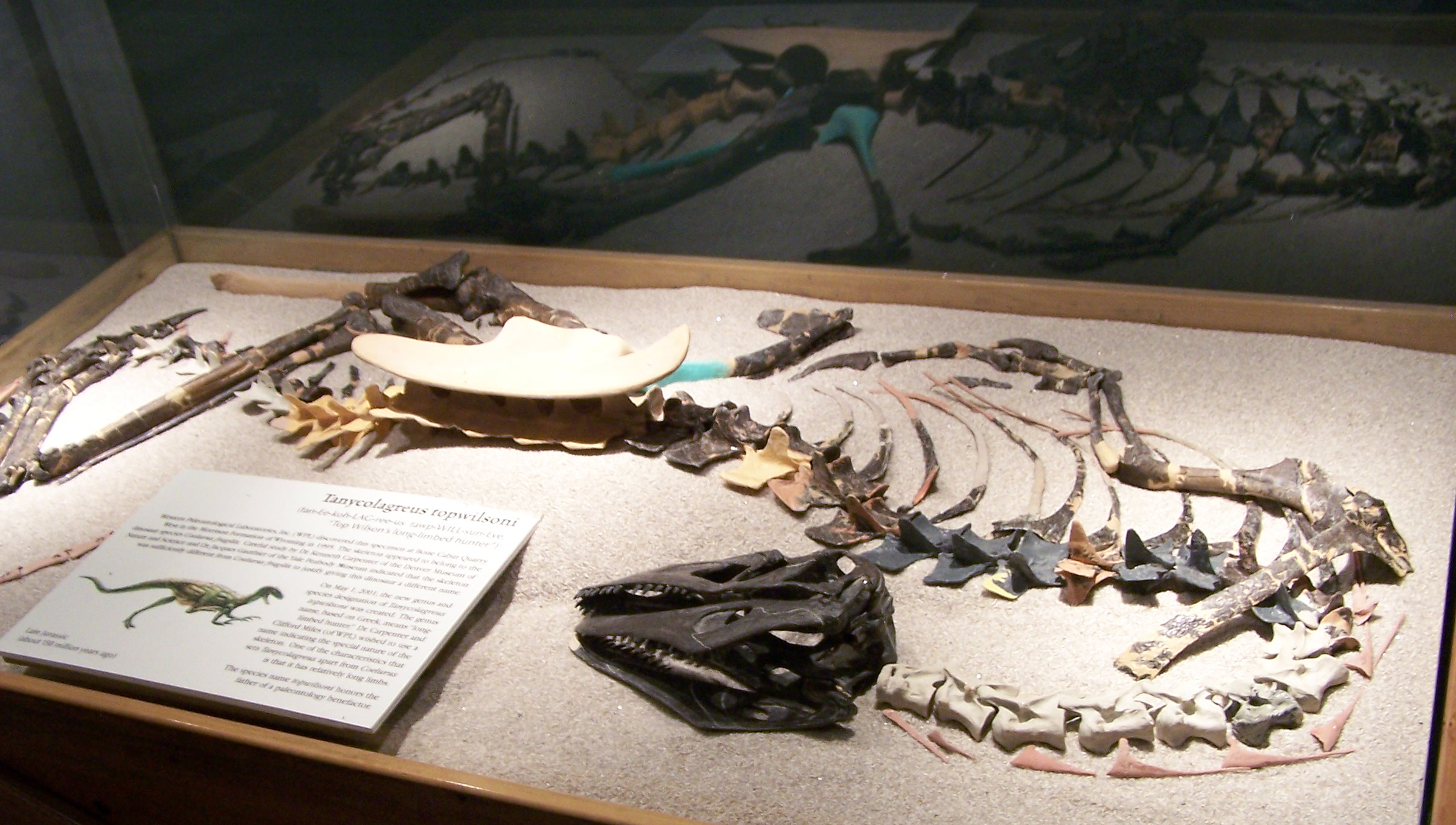
skamieniałości tanikolagreza (North American Museum of Ancient Life)